# Maiden Japan
Maiden Japan este un EP live înregistrat de trupa britanică de heavy metal Iron Maiden. Toate piesele au fost înregistrate live în sala Kosei Nenkin din Nagoya, Japonia, pe 23 mai 1981. EP-ul a fost lansat inițial numai în Japonia, în noiembrie 1980. Exista mai multe versiuni ale discului, unele având și piese înregistrare pe 24 mai, în Sun Plaza din Tokio. Iron Maiden nu au avut inițial în plan lansarea discului, dar japonezii au vrut un album live.
EP-ul a fost ultima înregistrare a trupei cu vocalul Paul Di'Anno.

## Tracklist
1. "Running Free"
2. "Remember Tomorrow"
3. "Wrathchild"
4. "Killers"
5. "Innocent Exile"

## Componența
- Paul Di'Anno - voce
- Dave Murray - chitară
- Adrian Smith – chitară
- Steve Harris - bas
- Clive Burr - baterie